# Cour Jacques-Viguès
Cour Jacques-Viguès är en återvändsgata i Quartier de la Roquette i Paris 11:e arrondissement. Cour Jacques-Viguès, som börjar vid Cour Saint-Joseph 3, är uppkallad efter köpmannen Jacques Viguès (1784–1861), en fastighetsägare i grannskapet.

## Omgivningar
- Saint-Antoine-des-Quinze-Vingts
- Place de la Bastille
- Opéra Bastille
- Bois de Vincennes
- Coulée verte René-Dumont
- Rue Crémieux

## Bilder
| - Cour Jacques-Viguès. - Saint-Antoine-des-Quinze-Vingts. - Place de la Bastille. - Färgglada hus vid Rue Crémieux. |

## Kommunikationer
- Tunnelbana – linjerna    – Bastille
- Tunnelbana – linje  – Ledru-Rollin
- Busshållplats La Boule Blanche – Paris bussnät, linje 76 86

### Webbkällor
- ”Cour Jacques-Viguès”. Mairie de Paris. http://www.v2asp.paris.fr/commun/v2asp/v2/nomenclature_voies/Voieactu/4722.nom.htm. Läst 9 april 2021.
- ”Cour Jacques-Viguès”. Les rues de Paris. https://www.parisrues.com/rues11/paris-11-cour-jacques-vigues.html. Läst 9 april 2021.